# Schneehohl
Schneehohl ist eine Hofschaft in Halver im Märkischen Kreis im Regierungsbezirk Arnsberg in Nordrhein-Westfalen (Deutschland).

## Lage und Beschreibung
Schneehohl liegt auf 415 Meter über Normalnull im südöstlichen Halver auf der Wasserscheide der Flusssysteme der Wupper und der Volme. Nordöstlich von Schneehohl erhebt sich mit 410,2 Metern über Normalnull der Störtlenberg. Im Ort entspringt der Windhagener Bach, ein Zufluss der Kierspe, der in seinem Unterlauf auch Lammecke genannt wird. Der Ort ist über eine Zufahrt erreichen, die bei Bergfeld von der Kreuzung der Landesstraßes L528 und L284 abzweigt. Weitere Nachbarorte sind  Hohl, Burg, Wilhelmshöh, Brüninghausen, Wegerhof, Stichterweide und Collenberg. 

## Geschichte
Schneehohl wurde erstmals 1652 urkundlich erwähnt und entstand vermutlich zwischen 1600 und 1650 als ein Abspliss von Bergfeld, Hohl, Burg, Brüninghausen oder Winkhof.
1818 lebten acht Einwohner im Ort. Laut der Ortschafts- und Entfernungs-Tabelle des Regierungs-Bezirks Arnsberg wurde Brüninghausen unter dem Namen Schneehol als Hof kategorisiert und besaß 1838 eine Einwohnerzahl von acht, allesamt evangelischen Glaubens. Der Ort gehörte zur Bergfelder Bauerschaft innerhalb der Bürgermeisterei Halver und besaß zwei Wohnhäuser und zwei landwirtschaftliche Gebäude.
Das Gemeindelexikon für die Provinz Westfalen von 1887 gibt eine Zahl von 16 Einwohnern an, die in zwei Wohnhäusern lebten.
An Schneehohl verlief auf der Trasse der heutigen Landesstraße L528 eine Altstraße von Halver über Wipperfürth, Halver, Kierspe nach Meinerzhagen vorbei, der Hileweg, ein bedeutender frühmittelalterlicher (nach anderen Ansichten bereits frühgeschichtlicher) Handels-, Pilger- und Heerweg.